# 호소다 요시히코

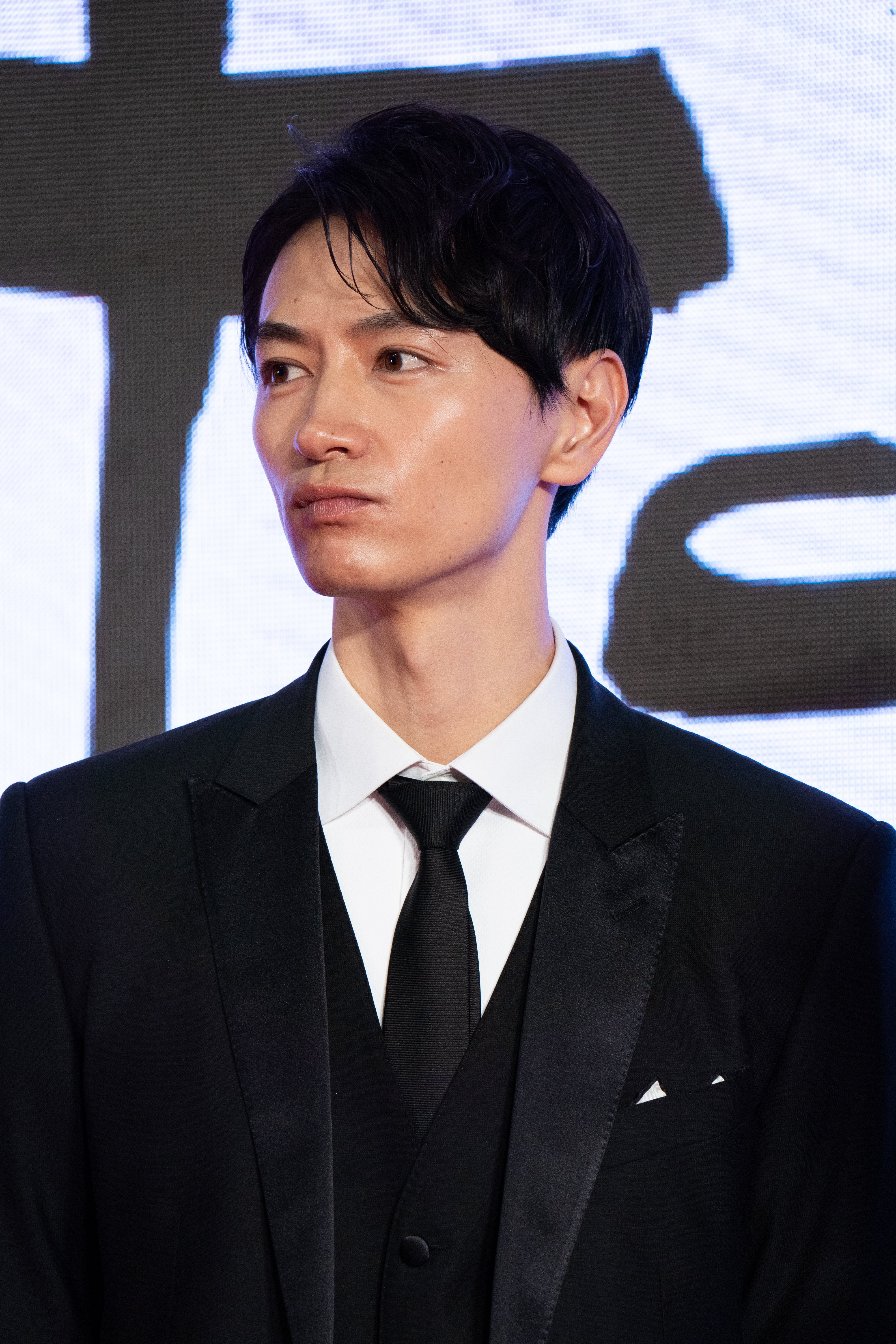

호소다 요시히코(Yoshihiko Hosoda, 1988년 3월 4일 ~ )는 일본의 배우, 모델이다.
도쿄도에서 태어났다.

## 방송
- 용의 길 두 얼굴의 복수자
- 그래서 저는 픽했습니다
- 미스트리스 ~여자들의 비밀~
- 3학년 A반
- 민중의 적 ~세상, 이상하지 않습니까!?~

## 영화
- 낯선 사랑 - 카도노 케이 역